# Kościół Najświętszego Serca Jezusa Chrystusa w Rypinie
Kościół pw. Najświętszego Serca Jezusa Chrystusa w Rypinie – kościół parafialny parafii św. Stanisława Kostki w Rypinie.

## Historia
Parafia św. Stanisława Kostki w Rypinie została powołana 11 kwietnia 1982 roku przez biskupa płockiego Bogdana Sikorskiego. 3 maja 1982 roku, w Święto Królowej Polski, ks. dr Antoni Podleś został powołany na proboszcza nowo utworzonej parafii pod wezwaniem św. Stanisława Kostki w Rypinie. 10 czerwca 1984 roku wmurowano kamień węgielny pod budowę kościoła, którą ukończono w 1990 roku.
Świątynia została konsekrowana 16 września 1990 roku przez bpa Zygmunta Kamińskiego.

## Witraże w kościele
Pierwszy witraż powstał w 1993 roku, przedstawia dzieło pt. Ostatnia Wieczerza. Witraż usytuowany jest w centralnej części świątyni i zajmuje powierzchnię 212 m², co sprawia, że jest największym witrażem sakralnym w Europie i drugim co do wielkości w świecie. W całości został zaprojektowany i wykonany przez rypińskich artystów plastyków Elżbietę i Andrzeja Bednarskich.
Drugi witraż znajduje się w lewej nawie kościoła, jego powierzchnia jest taka sama co witraża głównego. 25 kwietnia 2005 roku biskup płocki Stanisław Wielgus poświęcił witraż prezentujący abstrakcyjną wizję stworzenia świata. W prawej nawie umieszczony jest mniejszy witraż, ukazujący symbolicznie Ducha Świętego oraz postać Jana Pawła II.

## Galeria – witraże

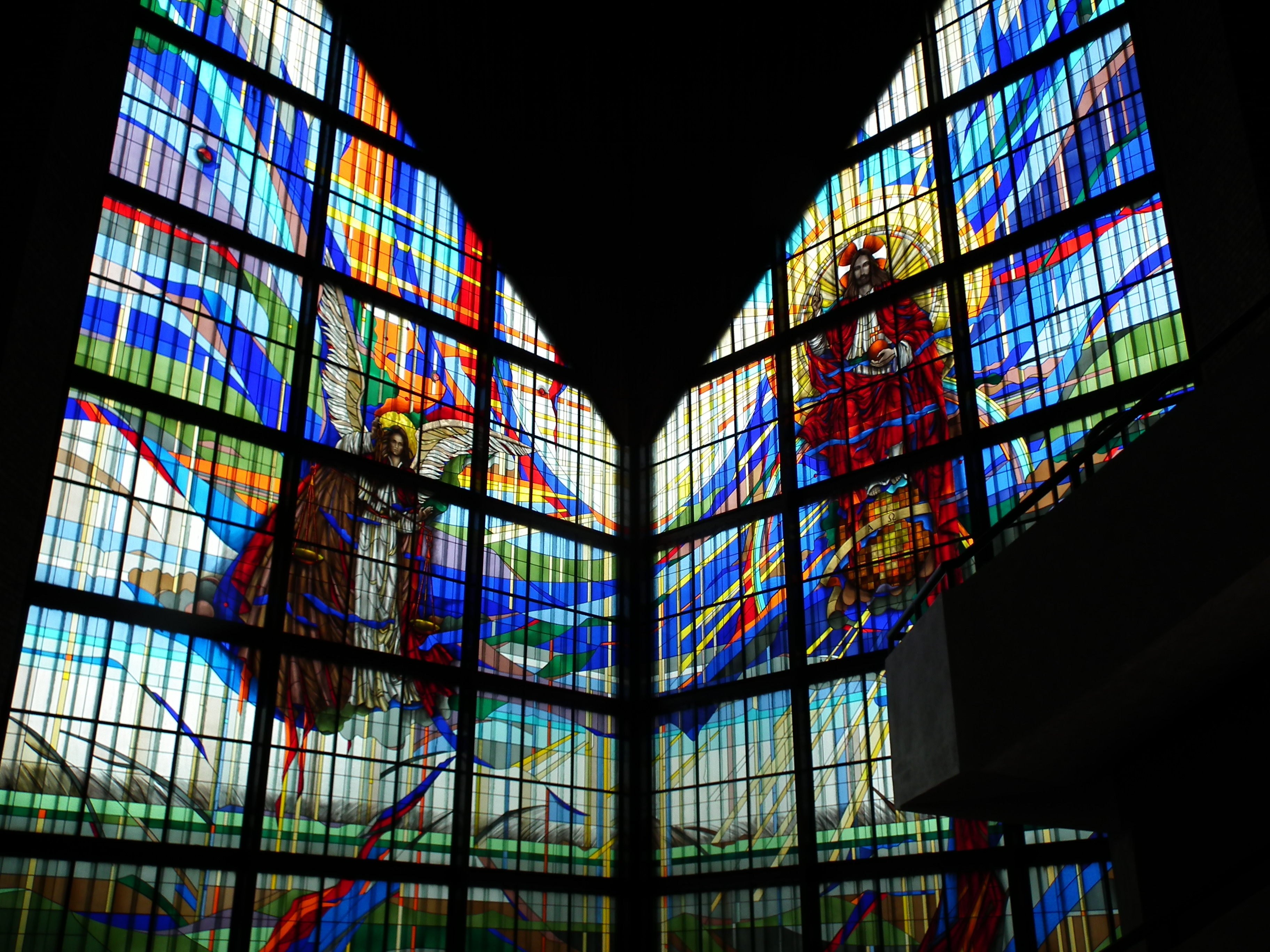
Chrystus Król
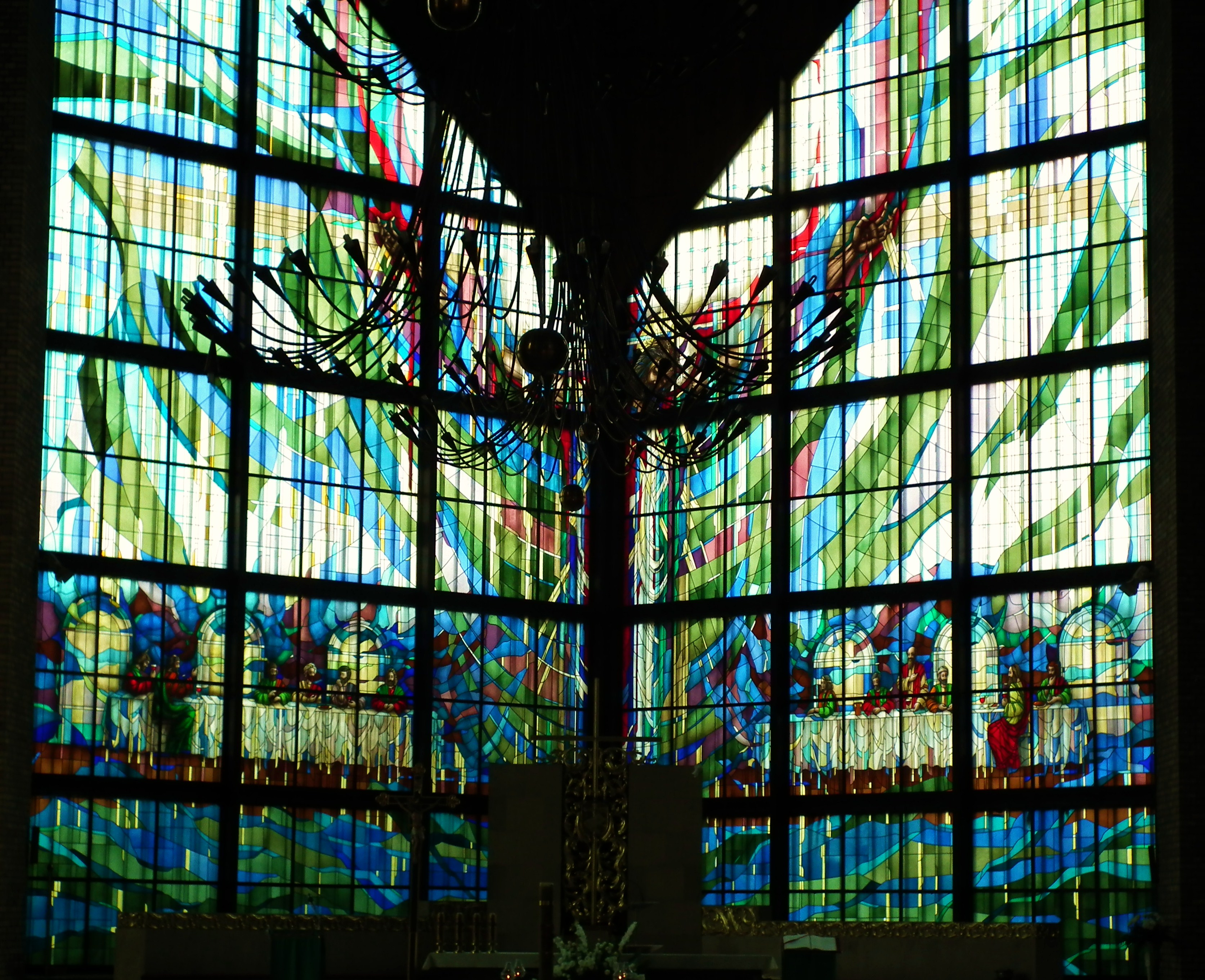
Ostatnia Wieczerza
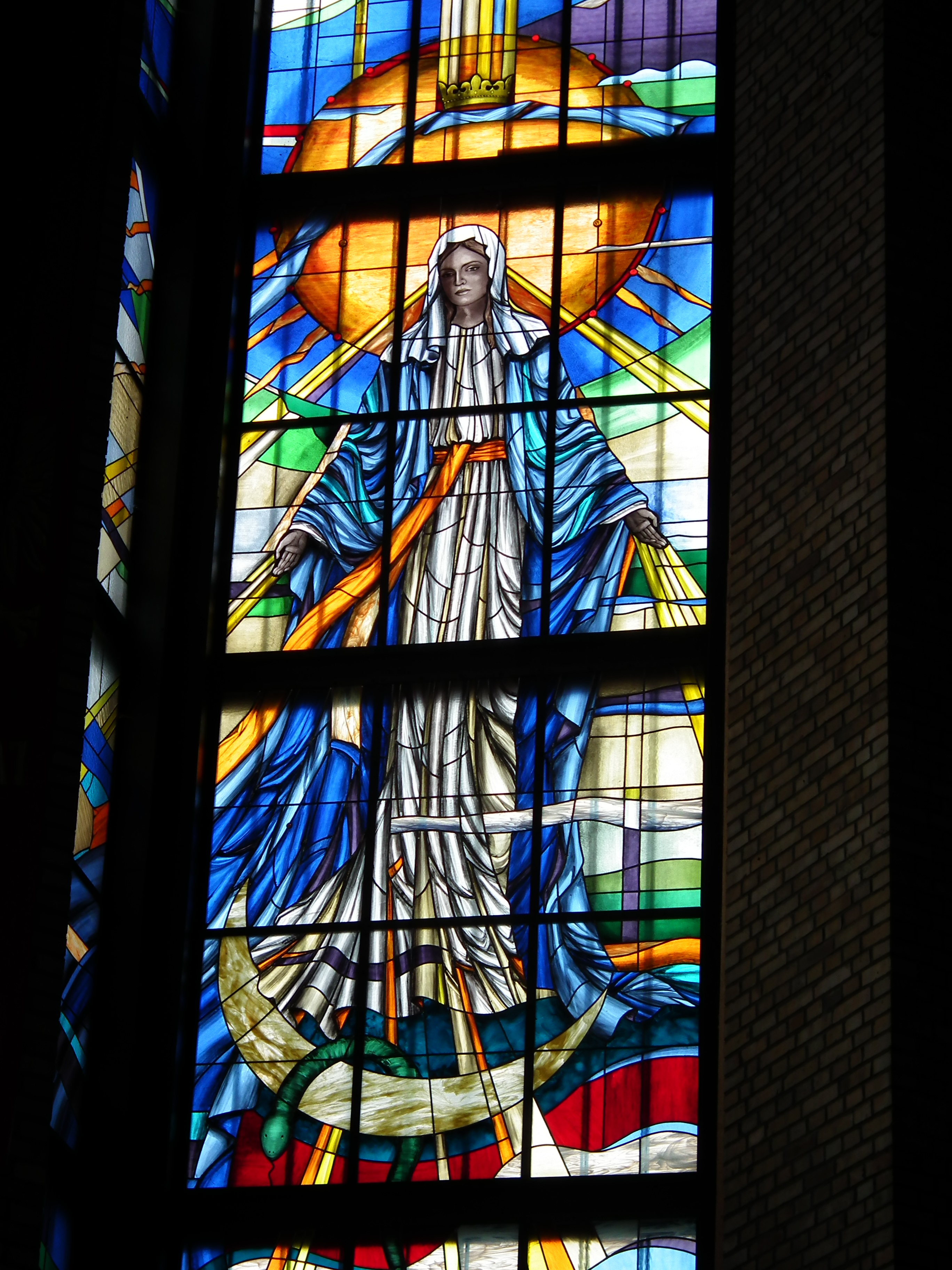
Matka Boska